# Cattedrale di Nostra Signora dell'Assunzione (Edimburgo)
La cattedrale metropolitana di Nostra Signora dell'Assunzione (in inglese: Metropolitan Cathedral of Our Lady of the Assumption) è la cattedrale metropolitana dell'arcidiocesi di Saint Andrews ed Edimburgo ad Edimburgo, in Scozia.

## Storia
Una prima cappella dedicata a Santa Maria è stata aperta nel 1814, su progetto di James Gillespie Graham.
La chiesa è stata notevolmente arricchita nel corso degli anni, e nel 1878 è diventata la procattedrale della nuova Arcidiocesi di Saint Andrews ed Edimburgo. È stata elevata a cattedrale metropolitana il 5 luglio 1886.
La cattedrale è stata ampliata, ricostruita e ristrutturata più volte nel corso degli anni. Papa Giovanni Paolo II ha visitato tale chiesa il 31 maggio 1982 come parte della sua visita apostolica in Scozia.